# Queen Elizabeth Land
Koordinaten: 84° 0′ S, 45° 0′ W
Das Queen Elizabeth Land ist ein Gebiet in der Antarktis, das aus britischer Sicht zum Britischen Antarktis-Territorium gehört und dessen Südteil bis zum Südpol bildet. Das Gebiet wurde im Dezember 2012 nach Königin Elisabeth II. benannt, anlässlich ihres 60. Thronjubiläums.
Bis dahin war das Gebiet inoffiziell als Edith Ronne Land bekannt.
Argentinien protestierte gegen diese Namensgebung der britischen Regierung.
Queen Elizabeth Land umfasst rund 437.000 km², rund ein Viertel des Britischen Antarktis-Territoriums.
Nordwestlich erstreckt sich das Filchner-Ronne-Schelfeis, und westlich das Ellsworthland mit der Zumberge-Küste im Nordwesten, die vom Queen Elizabeth Land durch den Hercules Inlet getrennt ist. Nordöstlich liegt Coatsland, und östlich der binnenländische Teil des Dronning Maud Land, bzw. das Polarplateau. Im Westen ist die Grenze die Verbindungslinie vom Rutford-Eisstrom östlich vom Constellation Inlet zum Südpol.

Verortung des Queen Elizabeth Land auf dem antarktischen Kontinent
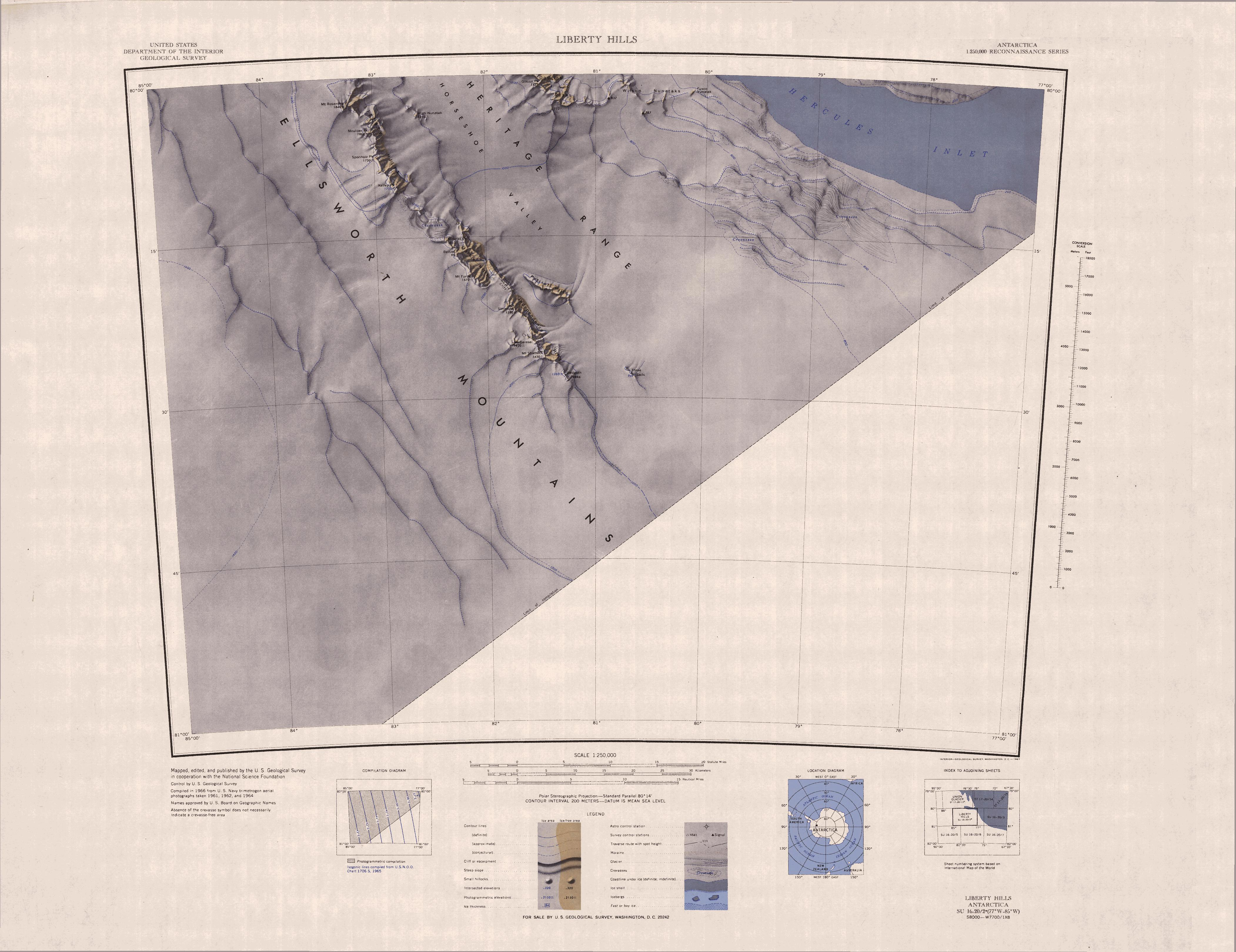
Nordwestlicher Teil des Queen Elizabeth Land (südlich des Hercules Inlet)
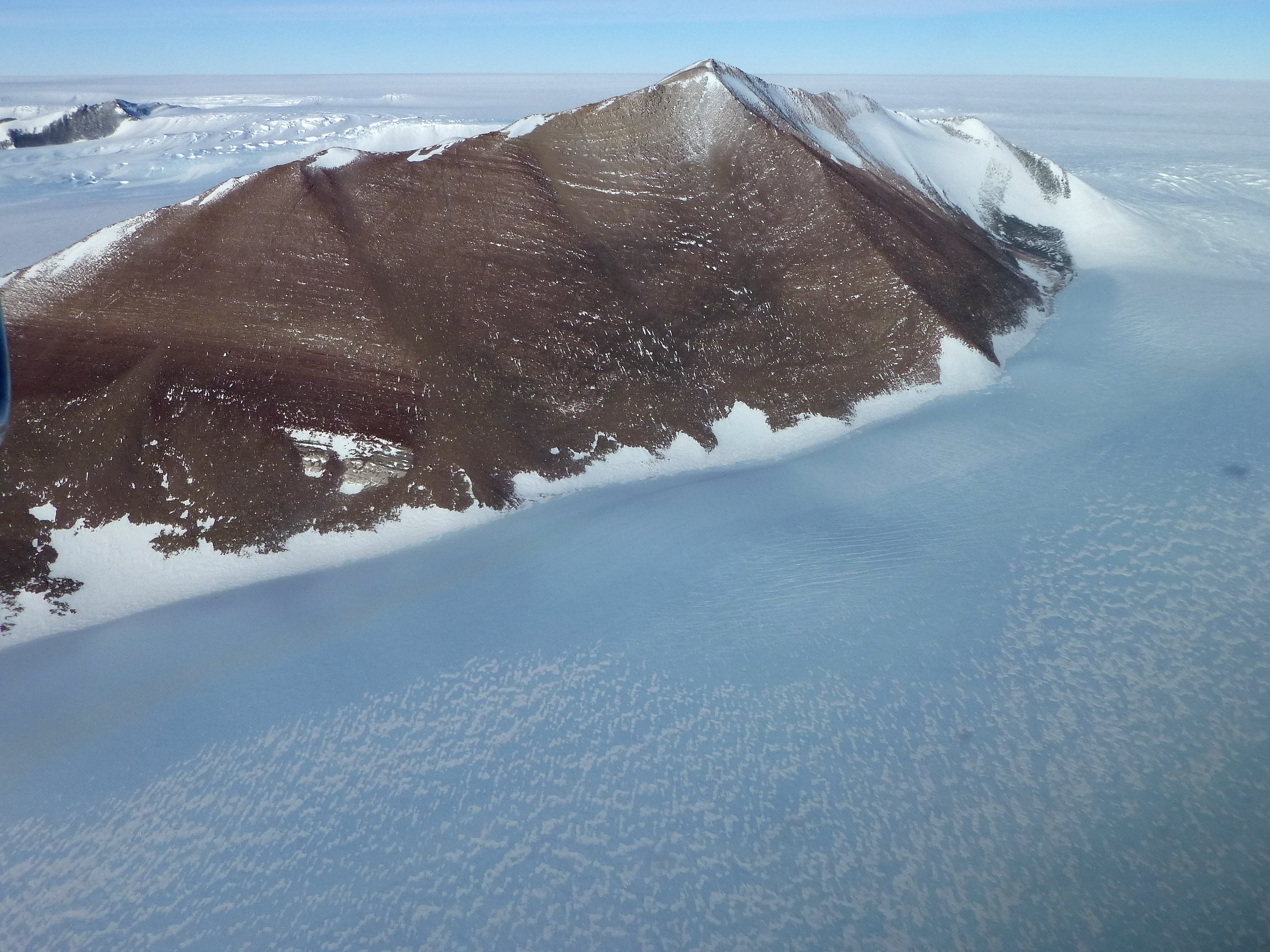
Foundation-Eisstrom und Pensacola Mountains